# Alois Essigmann
Alois Essigmann (* 4. Mai 1878 in Wien; † 3. März 1937 ebenda) war ein österreichischer Schriftsteller. Er war als Offizier und zeitweise als Kanzleigehilfe tätig und Autor bei diversen Zeitungen und Zeitschriften.

## Leben und Werk
Alois Essigmann wurde 1878 als Sohn von Adolf Essigmann in Wien geboren.
Essigmann trat 1897 als Einjährig-Freiwilliger der Armee bei und diente in Wien, Pol und Cattaro. 1908 endete seine Karriere als Offizier aufgrund von Schwerhörigkeit. Nach einigen Verwendungen im Privatdienst diente er von 1912 bis 1917 als Kanzleigehilfe beim österreichisch-ungarischen Generalkonsulat in Berlin. Nachdem er nach Wien zurückgekehrt war, diente er bis zu seiner endgültigen Pensionierung 1919 wieder bei der Armee.
1919 leitete er die von ihm gegründete, nur ein halbes Jahr bestehende halbmonatlich erschienene Zeitschrift „Das Gewissen“ in Wien, an der Richard Schaukal Hauptmitarbeiter war. Essigmann stand mit ihm in ständigem Briefwechsel und veranlasste die Gründung der Schaukal-Gesellschaft, die anlässlich des 55. Geburtstages des Dichters gegründet wurde.
Essigmann war später Mitarbeiter verschiedener in- und ausländischer Zeitungen und Zeitschriften.
Er heiratete Ida Therese Gesekus und hatte mit ihr einen Sohn, Rudolf Helbig.
Alois Essigmann wurde am Südwestfriedhof (Gruppe 30, Reihe, 10, Nummer 18) in Wien bestattet.

## Publikationen
- Der blaue Falter. Europ. Verlag, Wien 1936.
- Blüten aus Indien. A. Juncker Verlag, Berlin 1923.
- Sijawusch. A. Juncker Verlag, Berlin 1919.
- Sawitri. A. Juncker Verlag, Berlin 1918.
- Gott, Mensch und Menschheit. A. Juncker Verlag, Berlin-Charlottenburg, 1916.
- Sagen und Märchen Altindiens. A. Juncker Verlag, Berlin-Charlottenburg, 1915.
- Sagen und Märchen Altindiens: Neue Reihe. A. Juncker Verlag, Berlin-Charlottenburg, 1916.